# Alfonso Rus
Alfonso Rus Terol (Játiva, Valencia, 13 de octubre de 1950) es un político español investigado por corrupción. Fue alcalde de Játiva entre 1995 y 2015, presidente de la Diputación de Valencia entre 2007 y 2015, presidente del Partido Popular en la provincia de Valencia entre 2004 y 2015 y presidente del Club Deportivo Olímpic de Xàtiva.

## Biografía

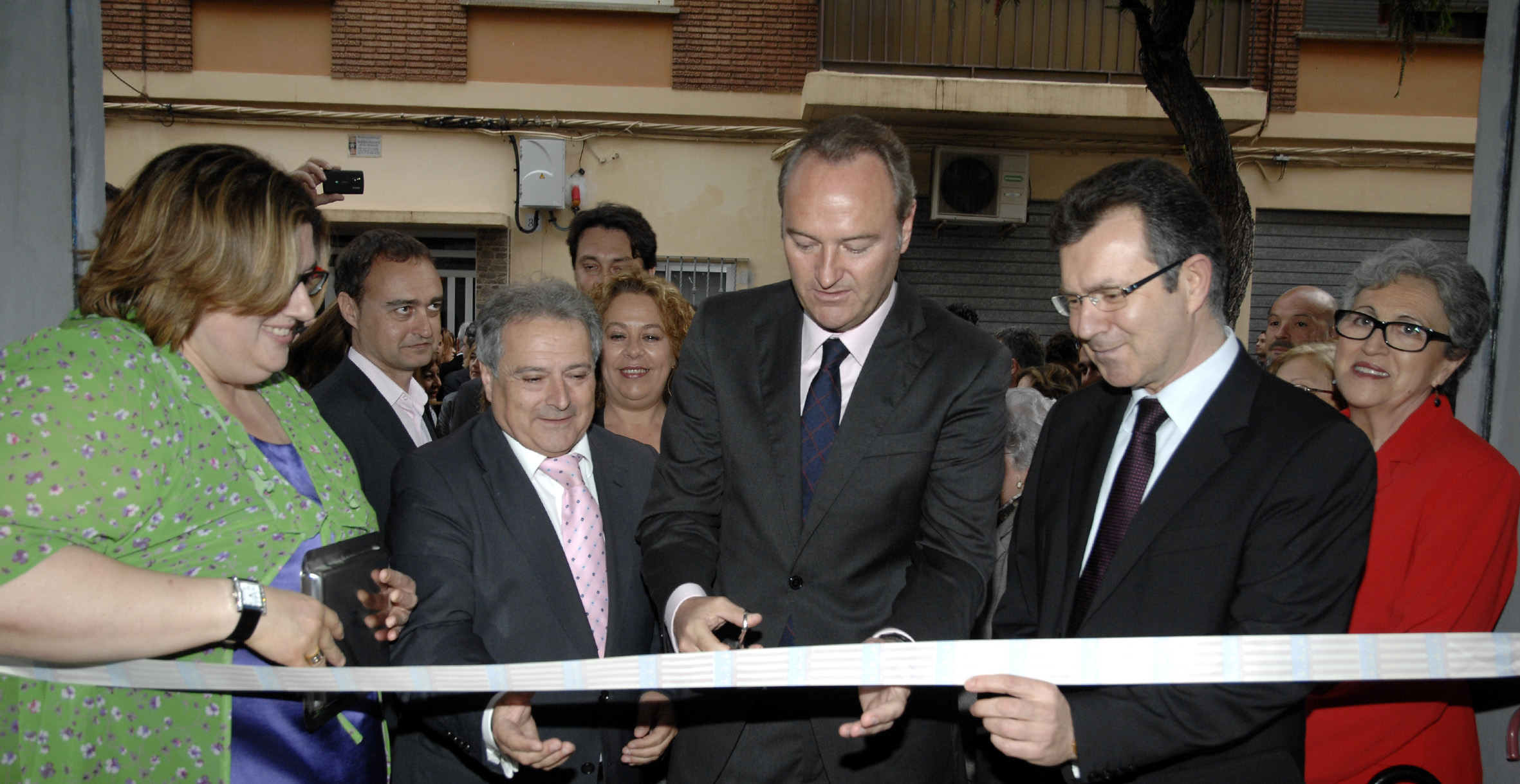
Alfonso Rus en la inauguración de una sede del PP en Picaña

Nacido en Játiva el 13 de octubre de 1950 en una familia de comerciantes, llegando a ser un empresario de éxito; también había formado parte de varios grupos musicales como batería. Posteriormente Alfonso Rus combina su actividad empresarial con la política desde principios de los 80. Empieza con Alianza Popular y el CDS, fundó la agrupación independiente AIX (asociación independiente de Játiva), pero no fue hasta 1995 con el Partido Popular cuando consiguió llegar a la alcaldía de Játiva.
Rus ha sido en varias ocasiones presidente del Club Deportivo Olímpic de Xàtiva. Fue también presidente de la Diputación de Valencia, presidente de la Mancomunidad La Costera-Canal, presidente del Consorcio de las Comarcas Centrales de la Comunidad Valenciana y presidente provincial del PP.

### Corrupción
El 2 de mayo de 2015 fue suspendido de militancia del Partido Popular y retirado de la Presidencia del partido en Valencia tras hacerse públicas unas conversaciones en la que se le escuchaba supuestamente contando dinero del cobro de una comisión, aunque Rus negó ser la persona grabada. El 26 de enero de 2016 fue detenido en una operación contra la corrupción a nivel local y regional en la Comunidad Valenciana junto a varias decenas de personas.
En febrero de 2018, se abrió una nueva pieza separada para investigar a Alfonso Rus y Máximo Caturla. El magistrado indagaba la adjudicación de contratos sin respetar los principios de «legalidad, concurrencia efectiva, imparcialidad y proscripción de la arbitrariedad» con la finalidad de «favorecer contractualmente» a determinadas empresas.